# Nokia 3310
Nokia 3310 – dwuzakresowy telefon GSM z serii S30 produkowany od 2000 roku przez firmę Nokia i dostępny w sprzedaży w Europie. Pochodne wersje tego modelu to: Nokia 3315, 3330, 3350, 3390 i 3395. Jest to jeden z najbardziej znanych modeli Nokii, wraz z modelem pochodnym 3330 na świecie sprzedano go w liczbie 126 milionów egzemplarzy.

## Historia
Popularność tego modelu dodatkowo wzrosła po dodaniu kilku nowych funkcji w ostatnich wersjach firmware'u (firma Nokia sprzedawała w Australii Nokię 3310 z inną obudową, nazywając ją 3315; nowe funkcje w założeniu były przeznaczone tylko dla tej mutacji, można je było natomiast uaktywnić również w 3310 z odpowiednio nowym firmware).
W 2017 roku do sprzedaży weszła nowa generacja telefonu wyprodukowana za pośrednictwem firmy HMD Global, właściciela praw do marki Nokia od 2016 roku. Ma ona niektóre funkcje, które były już dostępne w oryginalnej Nokii 3310, takie jak gra Snake i słownik T9, lecz są wprowadzone też nowości, takie jak kolorowy wyświetlacz o większej rozdzielczości, tylny aparat o rozdzielczości dwóch megapikseli, oraz gniazdo microSD.

## Funkcje dodatkowe
- zegar
- budzik
- kalkulator
- organizer
- wygaszacz ekranu
- profile
- słownik T9
- słownik polski
- wymienne obudowy
- alarm wibracyjny
- gry
- kompozytor
- wybieranie głosowe

## Humor internetowy
Na temat Nokii 3310 powstało wiele internetowych żartów, które opowiadają o rzekomej niezniszczalności telefonu. Żarty te zaczęły być popularne na przełomie 2011 i 2012 roku, początkowo odnosiły się one również do innych telefonów Nokia z podobnego okresu, np. do Nokii 1100.
1 kwietnia 2014 roku w ramach primaaprilisowego żartu pojawiła się informacja, że do sprzedaży zostanie wprowadzony smartfon wzorowany na Nokii 3310. Okazała się ona prawdziwa dopiero w II kwartale 2017 roku, wraz z wprowadzeniem modelu Nokia 3310 2017, który nie był co prawda smartfonem, lecz posiadał stylistykę nawiązującą do pierwowzoru.